# المعهد التحضيري للدراسات الهندسية بالمنستير
المعهد التحضيري للدراسات الهندسية بالمنستير هو إحدى المؤسسات العليا التابعة لجامعة المنستير، ويعنى بإعداد الطلبة على امتداد سنتين جامعيتين لاجتياز المناظرة الوطنية للدخول إلى المدارس الوطنية للمهندسين.

شعار المعهد التحضيري للدراسات الهندسية بالمنستير

## الأقسام
يقدم المعهد ثلاثة أقسام مستقلة :
- الفيزياء و الكيمياء (PC)
- الرياضيات والفيزياء (MP)
- علوم الهندسة و التكنولوجيا (PT)

## أرقام
- طبقا لأرقام السنة الدراسية 2007-2008 يدرس بها 1434 طالبا من بينهم 661 طالبة.
- ويبلغ عدد أعضاء الهيئة التدريسية 103 يتوزعون كما يلي : قارون 88، متعاقدون: 10، عرضيون : 5.

## الإدارة
- المدير : بشير بن حسين
- الكاتب العام : روضة بوزقرو

## وصلة خارجية
- موقع المعهد التحضيري للدراسات الهندسية بالمنستير.